# Аїшату Маїнассара
Аїшату Маїнассара (фр. Aïchatou Maïnassara; 16 серпня 1971 — 5 квітня 2020) — нігерський політик, член Патріотичного руху Нігеру.

## Кар'єра
До того, як прийти в політику, працювала у міністерстві фінансів Нігеру в Тахуа як старший інспектор казначейства.
Обрана до Національної асамблеї Нігеру під час загальних виборів у Нігері 2016 року в регіоні Доссо від Патріотичного руху Нігеру. Її партія отримала п'ять місць із 171 у парламенті, а потім увійшла до урядової коаліції. Вона єдина жінка-депутат своєї партії та одна з двадцяти дев'яти жінок-членів Національних зборів.
У 2019 році вийшла з партії, оголосивши про підтримку президента Махамаду Іссуфу.
Після її смерті 5 квітня 2020 року її замінила в парламенті Хаджія Маллам Макка.

## Особисте життя
Аїшату Маїнассара має семеро дітей.